# Övergångsbestämmelse
Övergångsbestämmelse är en lagregel som gäller under en övergångsperiod eller för vissa redan existerande fall, eller regel som är ägnad att underlätta införandet av nya bestämmelser när en ny lag skall börja gälla. 
Ofta anges övergångsbestämmelser sist i lagtexten. Ett av syftena med sådana bestämmelser är att undvika att förbjuda existerande installationer som inte uppfyller nya krav, samt att undvika retroaktivitet.
- Ett exempel från svensk historia är Skara stadga, som avskaffade träldomen, i vart fall i delar av riket.
- Ett annat exempel gäller vägfordon, där nya miljöregler bara gäller nya fordon, och gamla regler fortsätter som övergångsbestämmelse för existerande fordon, eftersom man inte vill att de som köpt ett godkänt fordon skall få det underkänt i efterhand på nya regler.
- Ytterligare exempel: Om något hänt under en äldre lagstiftnings giltighetstid och talan i domstol väcks först när den nya lagen trätt i kraft använder man övergångsbestämmelserna för att kunna lösa fallet.[1]